# Arp 65
Arp 65 è una coppia di galassie interagenti, inserita nell'Atlas of Peculiar Galaxies, situata in direzione della costellazione di Andromeda alla distanza di circa 70 milioni di parsec.
La coppia è formata da due galassie spirali barrate di massa pressoché simile, la NGC 90 e la NGC 93.
Le due galassie mostrano deformazioni e allungamenti dei bracci di spirale, effetto delle interazioni mareali indotte dai rispettivi campi gravitazionali.
L'analisi dei dati raccolti dai telescopi spaziali Spitzer e GALEX hanno evidenziato la presenza di attività di formazione stellare, in particolar modo lungo i bracci di spirale delle due galassie.